# Helena Valley Southeast
Helena Valley Southeast es un lugar designado por el censo ubicado en el condado de Lewis and Clark en el estado estadounidense de Montana. En el Censo de 2010 tenía una población de 8227 habitantes y una densidad poblacional de 220,56 personas por km².

## Geografía
Helena Valley Southeast se encuentra ubicado en las coordenadas 46°37′9″N 111°55′2″O / 46.61917, -111.91722. Según la Oficina del Censo de los Estados Unidos, Helena Valley Southeast tiene una superficie total de 37.3 km², de la cual 37.08 km² corresponden a tierra firme y (0.6%) 0.23 km² es agua.

## Demografía
Según el censo de 2010, había 8227 personas residiendo en Helena Valley Southeast. La densidad de población era de 220,56 hab./km². De los 8227 habitantes, Helena Valley Southeast estaba compuesto por el 92.63% blancos, el 0.29% eran afroamericanos, el 2.83% eran amerindios, el 0.4% eran asiáticos, el 0.07% eran isleños del Pacífico, el 0.5% eran de otras razas y el 3.27% pertenecían a dos o más razas. Del total de la población el 2.46% eran hispanos o latinos de cualquier raza.